# Джунко Фурута
Джунко Фурута (на японски: 古田 順子) е японска гимназистка, която е отвлечена, изнасилена, измъчвана и впоследствие убита.
Нейният случай е наречен Случай с убийството на гимназистка в бетон (女子高生コンクリート詰め殺人事件?) поради това, че тялото ѝ е открито във варел, пълен с бетон. Престъплението е извършено от 4 тийнейджъри (Хироши Мияно, Джо Огура, Шинджи Минато и Ясуши Уатанабе) в период от 40 дни от 25 ноември 1988 до 4 януари 1989 г. Описано е като най-тежкия случай на младежка престъпност в следвоенна Япония. Присъдите на извършителите варират от лишаване от свобода за непълнолетни до 20 години затвор.
Фурута е родена в Мисато, префектура Сайтама, където живее с родителите си, по-големия и по-малкия си брат.
Посещава гимназията Йошио-Манами и работи на непълен работен ден във фабрика за формоване на пластмаса в извънучилищните часове от октомври 1988 г., като спестява пари за планирано абитуриентско пътуване.
Отделно Фурута приема да работи след дипломирането си като търговец на електроника.
В гимназията Фурута е харесвана от съучениците си, с високи оценки и много редки отсъствия. Тя е популярно момиче, което са смятали за красиво с мечта да стане поп певица.
В нощта, когато е отвлечена, Джунко бърза да се прибере у дома, за да гледа последния епизод на телевизионното шоу Tonbo [ ja ] ( Водно конче とんぼ). 
Извършителите са 4 тийнейджъри: Hiroshi Miyano (宮野裕史 Miyano Hiroshi, 18 years old) , Jō Ogura (小倉譲 Ogura Jō, 17) , Shinji Minato (湊伸治 Minato Shinji, 16) и Yasushi Watanabe (渡邊恭史 Watanabe Yasushi, 17), които са посочени съответно като „A“, „B“, „C“ и „D“ в съдебните документи.
По време на престъплението са използвали 2-рия етаж на къщата на Минато като свърталище. И преди са извършвали престъпления, включително кражба на чанта, изнудване и изнасилване..
Мияно, лидерът на престъпниците, е с проблемно поведение от началното училище, като кражби от магазини и повреждане на училищна собственост. През април 1986 г. той се записва в частна гимназия в Токио, но отпада на следващата година. След това той продължава да извършва престъпления, които ескалират с времето. По време на престъплението той е живял с приятелката си, по-голямата сестра на Ясуши Ванатабе - „Д“ - и е работил като работник, за да спести пари, за да се ожени за нея. Недоволен от ниското заплащане на работата, Мияно се забърква с престъпници и често извършва сексуални престъпления. Това престъпно поведение впоследствие накарало приятелката му да загуби интерес към него и да прекрати връзката им.

## Отвличане и малтретиране
На 25 ноември 1988 г. Мияно и Минато се скитат из Мисато с намерението да ограбват и изнасилват местни жени. В 20:30 те забелязват Фурута да се прибира с колелото си, след като е приключила смяната си на работа. По заповед на Мияно, Минато изритва Фурута от колелото и бяга от мястото. Мияно, под предлог, че е свидетел на нападението по стечение на обстоятелствата, се приближава до Фурута и ѝ предлага да я заведе безопасно до дома. 
След като печели доверието ѝ, я изнасилва в склад и отново в близкия хотел, като я заплашва, че ще я убие. От хотела Мияно се обажда на Минато и другите му приятели, Джо Огура и Ясуши Ватанабе, като им се хвали за изнасилването. Огура помолил Мияно да държи Джунко Фурута, за да я изнасилят и те. Групата има история на групово изнасилване, като наскоро е отвлякла и изнасилила друго момиче, което след това освободила.
Около 3:00 сутринта Мияно завел Фурута в близкия парк, където чакали Минато, Огура и Ватанабе, които научили домашния ѝ адрес от тетрадка в раницата ѝ, ѝ казали, че знаят къде живее, че са членове на Якудза и че ще убият семейството ѝ, ако се опита да избяга.
Четирите момчета я надвили, отвели я в къща в квартал Аясе в Адачи и я изнасилили групово. Къщата, която е била собственост на родителите на Минато, скоро се превърнала в тяхно свърталище.
На 27 ноември родителите на Фурута се свързали с полицията и съобщили за нейното изчезване. За да обезсърчат по-нататъшното разследване, похитителите я принуждават да се обади на майка си, за да я убеди, че е избягала, но е в безопасност и е отседнала при приятели, както и принуждават Джунко Фурута да спре полицейското разследване. 
Отделно, когато родителите на Минато присъствали, Джунко Фурута била принудена да се представя като приятелка на сина им, когато родителите на Минато заявяват, че няма да съобщят в полицията, преструвките стават излишни. За бездействията си родителите на Минато твърдят че не са се намесили, защото се страхували, понеже собственият им син бил все по-насилствен към тях.
В нощта на 28 ноември Мияно кани две други момчета, Тецуо Накумара и Коичи Ихара, съответно „Е“ и „Ф“, в къщата на Минато. Отиват в стаята на горния етаж, където е Джунко Фурута, облечена с тениска с дълги ръкави и пола, окраднати от Мияно от магазин за дрехи преди няколко дни. Там пиели лекарства за кашлица, преструвайки се, че са наркотици, и се държали все едно, че са надрусани. Джунко Фурута се опитва да избяга, крещейки от страх, но Мияно я хваща за краката, а Ихара слага възглавница върху лицето ѝ. Родителите се събудили и отишли да проверят писъка, но Минато им казал, че няма нищо.
След това Джунко Фурута била групово изнасилена, докато била в състояние на безсъзнание, гледайки в тавана, без да мига.
Групата държала Фурута в плен в къщата на Минато в продължение на 40 дни, където многократно я биели, изнасилвали и измъчвали. Те също канили други мъже и тийнейджъри у дома и ги оставяли да я изнасилват.
Според изявленията на групата четиримата са я подлагали на всякакви сексуални унижения и изтезания, и отделно да танцува на музика гола, да стои на балкона посред нощ с малко дрехи, да поема големи количества алкохол, мляко и вода, да пуши няколко цигари наведнъж, да вдишва разредител за боя и пр. и пр.
При инцидент Мияно многократно изгаря краката и ръцете на Джунко Фурута с течност за запалки.
До края на декември момичето е силно недохранено – с малки количества храна, основно мляко.
Поради тежките ѝ наранявания и инфектирани изгаряния, тя не може да отиде до тоалетната на долния етаж и остава на пода в стаята на Минато в състояние на крайна немощ.
Външният вид на Джунко Фурута е драстично променен от бруталността насилниците.
Лицето ѝ е подуто до степен, че е трудно да бъдат различени чертите му.
Тялото ѝ също е силно осакатено, излъчващо миризма на гниене, която кара четирите момчета да загубят сексуален интерес към нея.
В резултат на това момчетата отвлекли и изнасилили групово 19-годишна жена, която също като Джунко Фурута се прибирала от работа. 

## Убийство и разследване
На 4 януари 1989 г., след като губи игра на маджонг срещу друг човек предната вечер, Мияно реши да излее гнева си върху Джунко Фурута, излива течност от запалка върху тялото ѝ и я подпалва. Твърди се, че тя направила опит да потуши огъня, но постепенно престанала да реагира. Те продължили да я удрят, палят свещ и накапват лицето ѝ с горещ восък, поставят две къси свещи на клепачите ѝ и я принуждавали да пие собствената си урина. След като била ритната, тя пада върху стерео уредба и се срива в пристъп на конвулсии. Понеже тялото и кърви, а от инфектираните ѝ изгаряния изтича гной, четирите момчета покриват ръцете си с найлонови торбички, за да продължат да я бият, като няколко пъти пускат върху корема ѝ желязна топка за упражнения. Съобщава се, че боят е продължил два часа. В крайна сметка Джунко Фурута не издържа и почива от причинените ѝ рани.
По-малко от 24 часа след смъртта ѝ, братът на Минато му казва, че Фурута изглежда мъртва. Уплашени да не бъдат наказани за убийство, групата увива тялото ѝ в одеяла и я натиква в пътна чанта. След това поставят тялото ѝ в варел от 55 US gal (210 L) и го пълнят с бетон. Около 8:00 ч. следобед, изхвърлят варела в циментов камион в Кото, Токио.
Предвид, че по време на пленничеството си Джунко Фурута няколко пъти е споменавала на своите похитители, че съжалява, че не може да гледа последния епизод на Тонбо ( Водно конче とんぼ), Мияно намира видеозаписа с епизода и го поставя в чантата с тялото ѝ, както по-късно обяснява, не защото съжалявал Фурута, а защото не искал тя да се върне като призрак и да го преследва. 
На 23 януари 1989 г. Мияно и Огура са арестувани за групово изнасилване на 19-годишното момиче, което са отвлекли през декември. На 29 март двама полицаи идват да ги разпитват, тъй като на адресите им е открито дамско бельо. По време на разпита Мияно смята, че един от полицаите е бил наясно с вината му за убийството на Фурута. Мислейки, че Джо Огура е признал за престъпленията срещу Фурута, Мияно казва на полицията къде да намери тялото на Фурута. Полицията първоначално е озадачена от самопризнанието, тъй като се позовава на убийството на различна жена и нейния седемгодишен син, което се случва девет дни преди отвличането на Фурута, случай, който остава неразрешен.
Полицията открива варела с тялото на Фурута на следващия ден. Тя е идентифицирана чрез пръстови отпечатъци. На 1 април 1989 г. Огура е арестуван за друго сексуално насилие и впоследствие повторно арестуван за убийството на Фурута. Последват арестите на Ватанабе, Минато и брата на Минато. Няколко други съучастници, които са участвали в малтретирането и изнасилването на Фурута, са официално идентифицирани, включително Тецуо Накамура и Коичи Ихара, които били обвинени в изнасилване, след като тяхното ДНК е открито върху и вътре в тялото на жертвата. 

## Наказателно преследване
Самоличността на подсъдимите е засекретена от съда, тъй като всички те са били непълнолетни по време на престъплението. Журналистите от списанието Shūkan Bunshun (週刊文春) разкриват самоличностите им и ги публикуват на основание, че предвид тежестта на престъплението, обвиняемите не заслужават правото им на анонимност да бъде спазено. И четиримата обвиняеми се признават за виновни за „извършване на телесна повреда, довела до смърт“, а не за убийство. През юли 1990 г. по-долуинстанционен съд, постановява за Хироши Мияно, ръководителят на престъплението, присъда от 17 години затвор., понеже е обжалвана съдията от Върховния съд на Токио Руиджи Янасе /Ryūji Yanase/ го осъжда на допълнителни три години затвор. Присъдата от 20 години е втората най-дълга присъда, дадена в Япония преди доживотния затвор. Минато е на 18 години по време на убийството на Фурута, като след освобождаването си се премества при майка си.
През 2018 г. обаче отново е арестуван за опит за убийство, след като набива 32-годишен мъж с метален прът и прерязва гърлото му с нож.  
Ясуши Ватанабе, който първоначално е осъден на три до четири години затвор, получава повишена присъда от пет до седем години. По време на убийството той е на 17 години.
За ролята си в престъплението Джо Огура излежава осем години в затвор за непълнолетни, преди да бъде освободен през август 1999 г. След освобождаването си той приема фамилното име „Камисаку“, когато е осиновен от попечител. Твърди се, че се е хвалил с ролята си в отвличането, изнасилването и изтезанията на Фурута. 
През юли 2004 г. Огура е арестуван за нападение над Такатоши Исоно, негов познат, с когото предполага че приятелката му изневерява. Огура проследява Исоно, пребива го, натиква го в камиона си, и го закарава до бара на майка му в Мисато, където го бие отново в продължение на четири часа, като отделно многократно го заплашва да го убие, като му казва, че е убивал и преди и знае как да се измъкне.
Огура е осъден на седем години затвор за нападение над Исоно и след това е освободен. Твърди се, че майката на Огура е вандализирала гроба на Фурута, заявявайки, че мъртвото момиче е съсипало живота на сина ѝ.
На Нобухару Минато /сега Шинджи Минато/ е отказано условно освобождаване през 2004 г. Излиза от затвора през 2009 г.
През януари 2013 г. е повторно арестуван за измама, но поради липса на достатъчно доказателства е освободен без обвинение по-късно същия месец. 
Нобухару Минато /сега Шинджи Минато/, който първоначално получива присъда от четири до шест години, е повторно осъден на пет до девет години от съдия Руиджи Янасе /Ryūji Yanase/ след като обжалва. По време на убийството е на 16 години.
Родителите и братът на Минато не са обвинени.
Родителите на Фурута са ужасени от присъдите, получени от убийците на дъщеря им.
Същите печелят гражданското дело срещу родителите на Минато, в чийто дом са извършени престъпленията. Съобщава се, че майката на Мияно е платила на родителите на Джунко Фурута 50 милиона йени /425 000 щатски долара/ като компенсация, както е наредено от гражданския съд, след продажбата на семейния им дом. 

## Последица
Погребението на Джунко Фурута се състоя на 2 април 1989 г. Обръщението към възпоменанието на нейни приятели гласи:
| „ | Джун-чан, добре дошъл отново. Никога не съм си представял, че ще те видим отново по този начин. Сигурно си изпитвала толкова много болка... толкова много страдание... happi /украсата/, което всички направихме за училищния фестивал, изглеждаше много добре. Никога няма да те забравим. Чух, че директорът ви е връчил диплома за завършване. Така че завършихме заедно - всички. Джун-чан, няма повече болка, няма повече страдание. Моля, почивай в мир... | “ |

Бъдещ работодател на Джунко Фурута подарява на родителите ѝ униформата, която би носила на позицията, която е приела. Униформата е поставена в ковчега ѝ.
При завършването на випуска, директорът на училището връчва на Джунко Фурута диплома за средно образование, която дава на нейните родители.
Мястото близо до мястото, където е открито тялото на Джунко Фурута, сега е парк Вакасу /Wakasu/.
По същото време японците са загрижени за повлияната от САЩ епидемия от насилствени престъпления, които наричат „американската болест“. 
За престъплението са написани поне три книги.  Експлоатационен филм, Joshikōsei konkurīto-zume satsujin-jiken [ ja ] (女子高生コンクリート詰め殺人事件), за убойството е режисиран от Кацуя Мацумура през 1995 г. Юджин Катагава /Yujin Kitagawa/ - по-късно член на музикалното дуо Yuzu - играе ролята на главния виновник, а Маи Сасаки /Mai Sasaki/ играе ролята на Джунко Фурута. Случаят е и вдъхновение за филма „ Бетон “ през 2004 г. и мангата 17-sai.